# Disziplinarrat
Ein Disziplinarrat, vormals Kirchengericht, ist eine disziplinarische Institution der Kirche Jesu Christi der Heiligen der letzten Tage (Mormonen).

## Aufgaben
Der Disziplinarrat tritt zusammen, wenn einem Mitglied der Kirche Jesu Christi der Heiligen der letzten Tage eine schwere Übertretung im Sinne der kirchlichen Moral vorgeworfen wird. Mögliche Folgen sind Freispruch, Gemeinschaftsentzug oder Exkommunikation.

## Zusammensetzung
Dieser Rat besteht aus der Bischofschaft (ein Bischof und zwei Ratgeber). Die Verhandlungen finden unter Ausschluss der Öffentlichkeit statt.
Eine schwere Übertretung eines aaronischen Priestertumträgers wird durch den Bischof alleine bereinigt, ein melchisedekischer Priestertumsträger hingegen muss seine Übertretung mit dem Disziplinarrat bereinigen. Sollte der Priestertumsträger bereits im Tempel sein Endowment (= Befähigung) erhalten haben, muss er zwingend vor den Hohen Rat (= Pfahlebene), da heilige Tempelbündnisse gebrochen worden sind.

## Verfahren
Die Leitung eines Disziplinarverfahrens übernimmt der örtlich und sachlich zuständige Priestertumsträger (im Regelfall Bischof oder Pfahlpräsident). Er ist der Vorsitzende im Verfahren, hat die Entscheidungshoheit und würdigt nach seinem Ermessen die Beweislage. Das Disziplinarverfahren wird von einem Schreiber aufgezeichnet, der jedoch nicht in das Verhandlungsgeschehen eingreifen darf. Noch vor der ersten Verhandlung belehrt der Vorsitzende den Angeklagten unter vier Augen über seine Rechte und die Vorwürfe, die ihm zur Last gelegt werden. Auch wird er über die möglichen Konsequenzen belehrt, die ein Urteilsspruch für seine Mitgliedschaft haben kann. Danach wird der Angeklagte in den Verhandlungsraum gebeten und die Verhandlung wird mit einem freien Gebet eröffnet. Anschließend wählt sich der Angeklagte einen Fürsprecher aus, welcher während der ganzen Zeit für ihn spricht, auch während der Zeit seiner Abwesenheit.
Normalerweise unterrichtet zu dieser Zeit der Angeklagte die Anwesenden betreffend seiner Übertretungen. Möglicherweise wird aber auch eine Anklageschrift verlesen. Meist tut dies in diesem Fall ein vom Vorsitzenden ermächtigter anwesender Priestertumsträger. Nun wird dem Angeklagten die Gelegenheit zur Stellungnahme gegeben, die in so weit eingeschränkt ist, dass er die Übertretung entweder zugeben oder die Anschuldigungen bestreiten soll. Sollte der Beschuldigte die Anklagepunkte zurückweisen, so beginnt der Vorsitzende, die ihm vorliegenden Beweise vorzulegen.

### Beweismittel
Zugelassene Beweismittel sind: mündliche oder schriftliche Zeugenaussagen von Mitgliedern der Kirche (dabei sei angemerkt, dass Nichtmitglieder grundsätzlich nicht als Zeugen zugelassen sind, da diese im Regelfall das Disziplinarverfahren der Kirche nicht anerkennen), Urkunden und das Geständnis des Angeklagten. Dem Angeklagten wird nun die Möglichkeit eingeräumt, die Zeugen zu befragen. Sollten mehrere Zeugen am Verfahren beteiligt sein, so dürfen sie vor und nach der Verhandlung nicht miteinander über ihre Aussagen und den Sachverhalt sprechen. Zeugen müssen in einem anderen Raum als dem Verhandlungsraum warten, bis sie aufgerufen werden. Es gibt keine Entschädigung für Aufwendungen, die ein Zeuge evtl. durch die Aussage hat.

### Verhandlung
Der Vorsitzende hat darauf zu achten, dass das Verfahren in gesittetem Ton abläuft und nicht in Streitgespräche mündet. Dies soll dadurch gewährleistet werden, dass den Zeugen und dem Angeklagten keine unnötigen Fragen gestellt werden sollen, die mit dem Sachverhalt nichts zu tun haben. Wenn die Beweisaufnahme geklärt ist, ziehen sich der Vorsitzende und seine Berater zur Urteilsfindung zurück. Der Vorsitzende hat die Entscheidungshoheit und fällt das Urteil. Sollte ihm ein Berater widersprechen und anderer Auffassung sein, so wird mit dem Ziel diskutiert, zu einem einstimmigen Urteil zu finden.

### Urteil
Anschließend wird dem Angeklagten das Urteil mitgeteilt. Sollte eine Bewährung mit Auflagen, Gemeinschaftsentzug oder gar Exkommunikation ausgesprochen werden, erklärt der Vorsitzende dem Angeklagten alle Konsequenzen für seine Mitgliedschaft in der Kirche. Weiter gibt er ihm Ratschläge, wie er seine Schuld sühnen kann. Sollte die schuldig gesprochene Person noch im Besitz eines Tempelempfehlungsscheins sein, so muss sie diesen unverzüglich abgeben. Die Verhandlung wird mit einem freien Gebet unbestimmten Inhalts beendet.
Eine Exkommunikation wird oft bei diesen Tatbeständen ausgesprochen:
1. Begehen von schweren Straftaten wie Mord und Raubdelikten
2. vorehelichem Geschlechtsverkehr und Ehebruch
3. Praktizieren oder Befürworten der Vielehe
4. Praktizieren von Homosexualität
5. geschlechtsumwandlungsbedingten Operationen
6. so genanntem Abfall vom wahren Glauben der Kirche: Dieser Tatbestand ist z. B. erfüllt, wenn ein Mitglied in offener Weise gegen die Kirche Stellung nimmt
7. Verbreiten von Irrlehren
8. öffentlicher Kritik an Kirchenführern
9. Abtreibung (ausgenommen sind Vergewaltigungsopfer und medizinisch indizierte Abtreibungen).

Bei Abfall vom Glauben, dem Verbreiten von Irrlehren und Kritik an Kirchenführern ist die Exkommunikation oft nur das letzte Mittel. In der Regel geht zunächst eine disziplinarische Warnung voraus. Ein betroffenes Mitglied wird dann zunächst regelmäßig mit dem so genannten Gemeinschaftsentzug bestraft, der bei Umkehr (Reue) wieder aufgehoben werden kann.